# Рамазан Рамазанов
Рамазан Eлдарович Рамазанов (на руски: Рамазан Эльдарович Рамазанов) е руски, после български състезател по свободна борба от Дагестан, Русия, етнически аварец.
Роден е в село Октябърское (Октябрьское), Хасавюртовски район, Република Дагестан, Русия през 1995 г.
До 2019 година се състезава за родината си Русия. Представлява България от 2020 г.
Носител е на бронзов медал до 70 килограма на световното първенство в Белград през 2023 година и на сребърен от европейското първенство в Загреб през същата година. Двукратен шампион е на България – през 2020 и 2023 година.
Има по-голям брат Магомед Рамазанов, който също се състезава най-напред за родината си Русия, после за България.

## Успехи
| Година | Турнир                | Място             | Резултат | Събитие |
| ------ | --------------------- | ----------------- | -------- | ------- |
| 2023   | Световно първенство   | Белград, Сърбия   | 3        | –70 кг  |
| 2023   | Европейско първенство | Загреб, Хърватия  | 2        | –70 кг  |
| 2022   | Европейско първенство | Будапеща, Унгария | 3        | –70 кг  |